# 女子サッカー・ブンデスリーガ (ドイツ)
女子サッカー・ブンデスリーガ（独: Frauen Bundesliga）は、ドイツサッカー連盟（DFB）傘下で運営するドイツの女子サッカーリーグである。

## 概要
女子サッカー・ブンデスリーガはドイツで開催されている女子サッカーの国内トップリーグである。
1990年にドイツサッカー協会が男子のブンデスリーガをモデルにして創設した。
初期の頃は南北2つのリーグに分かれて開催していたが、1997年からは統一し単一のリーグとして開催している。
リーグは12のチームで構成され、ウインターブレイク（12月～1月）を挟んで8月から翌年の5月まで開催される。

## リーグ方式
リーグは12チームで構成され、2回戦総当りで対戦する。リーグ下位2チームはツヴァイテ・ブンデスリーガ(2部相当)に降格となる。
リーグ優勝チーム及び準優勝チームにはUEFA女子チャンピオンズリーグへの出場権が与えられる。

## 参加チーム

### 2022-23シーズン
| クラブ名                       | ホームタウン                     |
| ------------------------------ | -------------------------------- |
| SVヴェルダー・ブレーメン       | ブレーメン                       |
| MSVデュースブルク              | デュースブルク                   |
| SGSエッセン                    | エッセン                         |
| アイントラハト・フランクフルト | フランクフルト・アム・マイン     |
| SCフライブルク                 | フライブルク・イム・ブライスガウ |
| TSG1899ホッフェンハイム        | ジンスハイム                     |
| 1.FCケルン                     | ケルン                           |
| バイエル・レバークーゼン       | レーヴァークーゼン               |
| SVメッペン                     | メッペン                         |
| FCバイエルン・ミュンヘン       | ミュンヘン                       |
| 1.FFCトゥルビネ・ポツダム      | ポツダム                         |
| VfLヴォルフスブルク            | ヴォルフスブルク                 |

### 歴代優勝チーム
| シーズン | 優勝                                 | 準優勝                               |
| -------- | ------------------------------------ | ------------------------------------ |
| 1990-91  | TSVジーゲン                          | FSVフランクフルト                    |
| 1991-92  | TSVジーゲン                          | グリューンヴァイス・ブラウヴァイラー |
| 1992-93  | TuSニーダーキルヒェン                | TSVジーゲン                          |
| 1993-94  | TSVジーゲン                          | グリューンヴァイス・ブラウヴァイラー |
| 1994-95  | FSVフランクフルト                    | グリューンヴァイス・ブラウヴァイラー |
| 1995-96  | TSVジーゲン                          | SGプラウンハイム                     |
| 1996-97  | グリューンヴァイス・ブラウヴァイラー | FCルメルン・カルデンハウゼン         |
| 1997-98  | FSVフランクフルト                    | SGプラウンハイム                     |
| 1998-99  | 1.FFCフランクフルト                  | FCR2001デュースブルク                |
| 1999-00  | FCR2001デュースブルク                | 1.FFCフランクフルト                  |
| 2000-01  | 1.FFCフランクフルト                  | 1.FFCトゥルビネ・ポツダム            |
| 2001-02  | 1.FFCフランクフルト                  | 1.FFCトゥルビネ・ポツダム            |
| 2002-03  | 1.FFCフランクフルト                  | 1.FFCトゥルビネ・ポツダム            |
| 2003-04  | 1.FFCトゥルビネ・ポツダム            | 1.FFCフランクフルト                  |
| 2004-05  | 1.FFCフランクフルト                  | FCR2001デュースブルク                |
| 2005-06  | 1.FFCトゥルビネ・ポツダム            | FCR2001デュースブルク                |
| 2006-07  | 1.FFCフランクフルト                  | FCR2001デュースブルク                |
| 2007-08  | 1.FFCフランクフルト                  | FCR2001デュースブルク                |
| 2008-09  | 1.FFCトゥルビネ・ポツダム            | バイエルン・ミュンヘン               |
| 2009-10  | 1.FFCトゥルビネ・ポツダム            | FCR2001デュースブルク                |
| 2010-11  | 1.FFCトゥルビネ・ポツダム            | 1.FFCフランクフルト                  |
| 2011-12  | 1.FFCトゥルビネ・ポツダム            | VfLヴォルフスブルク                  |
| 2012-13  | VfLヴォルフスブルク                  | 1.FFCトゥルビネ・ポツダム            |
| 2013-14  | VfLヴォルフスブルク                  | 1.FFCフランクフルト                  |
| 2014-15  | バイエルン・ミュンヘン               | VfLヴォルフスブルク                  |
| 2015-16  | バイエルン・ミュンヘン               | VfLヴォルフスブルク                  |
| 2016-17  | VfLヴォルフスブルク                  | バイエルン・ミュンヘン               |
| 2017-18  | VfLヴォルフスブルク                  | バイエルン・ミュンヘン               |
| 2018-19  | VfLヴォルフスブルク                  | バイエルン・ミュンヘン               |
| 2019-20  | VfLヴォルフスブルク                  | バイエルン・ミュンヘン               |
| 2020-21  | バイエルン・ミュンヘン               | VfLヴォルフスブルク                  |
| 2021-22  | VfLヴォルフスブルク                  | バイエルン・ミュンヘン               |
| 2022-23  | バイエルン・ミュンヘン               | VfLヴォルフスブルク                  |
| 2023-24  | バイエルン・ミュンヘン               | VfLヴォルフスブルク                  |

#### クラブ別優勝回数
| クラブ                          | 優勝回数 |
| ------------------------------- | -------- |
| 1.FFCフランクフルト             | 7        |
| VfLヴォルフスブルク             | 7        |
| 1.FFCトゥルビネ・ポツダム       | 6        |
| バイエルン・ミュンヘン          | 5        |
| TSVジーゲン                     | 4        |
| FSVフランクフルト               | 2        |
| FCR2001デュースブルク           | 1        |
| FFCブラウヴァイラー・プルハイム | 1        |
| 1.FFC08ニーダーキルヒェン       | 1        |